# Glen McGowan
Glen Anthony McGowan (Los Angeles, 23 marzo 1981) è un ex cestista statunitense, professionista nella NBDL, in Europa, Asia e Sudamerica.

## Palmarès
- Campionato tedesco: 1

Cologne 99ers: 2005-06
- Campionato belga: 1

Ostenda: 2006-07